# یواس‌اس اس‌سی-۳۶
یواس‌اس اس‌سی-۳۶ (به انگلیسی: USS SC-36) یک زیردریایی بود که طول آن ۱۱۰ فوت (۳۴ متر) بود. این زیردریایی در سال ۱۹۱۸ ساخته شد.